# ديبورا كولمان
ديبورا كولمان (بالإنجليزية: Deborah Coleman)‏ هي عازفة قيثارة ومغنية وكاتبة غنائية ومغنية مؤلفة أمريكية، ولدت في 3 أكتوبر 1956 في بورتسموث في الولايات المتحدة، وتوفيت في 12 أبريل 2018 بسبب ذات الرئة القصبية.

## وصلات خارجية
- ديبورا كولمان على موقع ميوزك برينز (الإنجليزية)
- ديبورا كولمان على موقع أول ميوزيك (الإنجليزية)
- ديبورا كولمان على موقع ديسكوغز (الإنجليزية)